# Xeropteryx media
Xeropteryx media är en fjärilsart som beskrevs av Louis Beethoven Prout 1931. Xeropteryx media ingår i släktet Xeropteryx och familjen mätare. Inga underarter finns listade i Catalogue of Life.